# Tampico Alto (kommun)
Tampico Alto är en kommun i Mexiko.   Den ligger i delstaten Veracruz, i den östra delen av landet, 300 km norr om huvudstaden Mexico City. Antalet invånare är 11 971. Arean är 1 027 kvadratkilometer.
Terrängen i Tampico Alto är platt.
Följande samhällen finns i Tampico Alto:
- Tampico Alto
- La Ribera
- La Majahua
- Kilómetro Cien
- Kilómetro Setenta y Cinco
- Los Jobos
- Ejido Emiliano Zapata
- La Restinga
- La Ensenada
- La Alborada
- Estación Agrarios